# Ансонија (Охајо)
Ансонија (енгл. Ansonia) град је у америчкој савезној држави Охајо.

## Демографија
По попису из 2010. године број становника је 1.174, што је 29 (2,5%) становника више него 2000. године.
| Група             | 2000.         | 2010.         |
| Белци             | 1.125 (98,3%) | 1.144 (97,4%) |
| Афроамериканци    | 0 (0,0%)      | 0 (0,0%)      |
| Азијати           | 0 (0,0%)      | 2 (0,2%)      |
| Хиспаноамериканци | 16 (1,4%)     | 19 (1,6%)     |
| Укупно            | 1.145         | 1.174         |